# برايان إدي
برايان إدي (بالإنجليزية: Brian Eddie)‏ (1 يناير 1950 - ) هو لاعب كرة قدم بريطاني في مركز الدفاع.